# Holthausen (Plettenberg)
Holthausen is een plaats in de Duitse gemeente Plettenberg, deelstaat Noordrijn-Westfalen, en telt 3985 inwoners (2007).